# Blackbirds (film 1915)
Blackbirds è un film muto del 1920 diretto da J.P. McGowan. La sceneggiatura di Margaret Turnbull si basa sull'omonimo lavoro teatrale di Harry James Smith andato in scena a Broadway il 6 gennaio 1913 che aveva come protagonista la stessa Laura Hope Crews, interprete principale anche del film nel ruolo di Leonie. La commedia ebbe un'altra versione cinematografica dallo stesso titolo, un Blackbirds del 1920, diretto da John Francis Dillon con Justine Johnstone e William "Stage" Boyd.

## Trama
Ad Algeri, Hawke junior, figlio di un noto investigatore di New York, accetta la sfida che gli lancia il padre, quella di sbaragliare i "Blackbirds", una banda di malviventi, e di catturare Bechel, il loro capo. Consapevole che Hawke è sulle sue tracce, Bechel incarica Leonie, sua complice, di farsi amica dei Crocker, una famiglia di nuovi arricchiti ai quali vuole rubare un prezioso tappeto orientale sostituendolo con uno falso. Sul piroscafo che li porta a New York, Leonie incontra Nevil Trask e si innamora di lui, ignorando che quell'affascinante nobile inglese non è altro che un ladro di gioielli. Intanto i Crocker, a New York, hanno preso Hawke come responsabile della sicurezza. Leonie, che è entrata in confidenza con la famiglia, è pronta allo scambio dei tappeti ma la frena il suo sentimento nei confronti di Trask, che lei crede un onesto gentiluomo e così decide di non portare a termine il colpo. Hawke, che vuole mettere le mani su Bechel, porta con l'inganno Leonie a prendere il tappeto antico. La donna sorprende Trask mentre ruba i gioielli dei Crocker e i due hanno finalmente un chiarimento, confessandosi l'un l'altro le proprie attività criminose ma, nel contempo, promettendo di emendarsi. Hawke, che li sta spiando, li segue fino al quartiere generale di Bechel, dove cattura il capo della gang. Poi, dopo che Leonie e Trask gli promettono che da quel momento inizieranno insieme una nuova vita onesta, li lascia liberi di andare via.

## Produzione
Il film fu prodotto dalla Jesse L. Lasky Feature Play Company.

## Distribuzione
Il copyright del film, richiesto dalla Jesse L. Lasky Feature Play Co., Inc., fu registrato il 23 settembre 1915 con il numero LU6443.
Distribuito dalla Paramount Pictures e presentato da Jesse L. Lasky, il film uscì nelle sale cinematografiche statunitensi il 14 ottobre 1915. In Francia, fu distribuito il 2 febbraio 1923 con il titolo La Dupe.
Copia completa della pellicola si trova conservata negli archivi della Biblioteca del Congresso di Washington.